# توتک، ترکیه
توتک (ارمنی: Դութախ دوتاخ؛ کردی: Dûtax؛ ترکی استانبولی: Tutak) یک منطقهٔ مسکونی در ترکیه است که در استان آغری واقع شده‌است.